# Croton boivinianus
Espèce
Croton boivinianus est une espèce de plantes à fleurs du genre Croton et de la famille des Euphorbiaceae, présente à Madagascar (île de Nossi-Bé).
Il a pour synonyme :
- Furcaria boiviniana, Baill.
- Oxydectes boiviniana, (Baill.) Kuntze